# Градината на удоволствията
„Градината на удоволствията“ (на английски: The Pleasure Garden) е британско-германски ням филм от 1925 г., режисиран от Алфред Хичкок. Сценарият е на Елиът Станард, по едноименния роман на Оливър Сандис. В главните роли са Вирджиния Вали, Кармелита Герати, Майлс Мандър.

## Сюжет
Внимание:  Текстът по-долу разкрива сюжета на произведението (или части от него)!
Патси Бранд (Вирджиния Вали), танцьорка в театър „Градината на удоволствията“, устройва на работа в трупата своята приятелка Джил Чейн (Кармелита Герати). Тя е сгодена за Хю Фийлдинг (Джон Стюарт), който е изпратен да работи в Африка. Патси се омъжва за Ливът, колега на Хю. След медения месец Ливът също е изпратен на работа в Африка. В това време Джил прекарва добре времето си в Лондон, където има успех сред мъжете. Тя се сдобива с богат покровител, и отлага пътуването до колониите при своя годеник. Патси остава вярна на своя съпруг. Получавайки от него дългоочаквано писмо, тя узнава, че Ливът е сериозно болен, и веднага тръгва на път. Когато пристига, установява, че съпругът и е здрав, има местна любовница и постоянно пие, докато Хю, в когото тя е била тайно влюбена, действително е сериозно болен от треска. Ливът успява да се отърве от любовницата си, която се удавя в морето. Патси остава да се грижи за Хю. Ливът ги открива заедно и се скарва с Хю. В крайна сметка Ливът е застрелян при опит да убие съпругата си. Хю открива от вестниците, че Джил се е омъжила за богатия си покровител. Патси и Хю намират утеха един в друг и заедно се връщат в Лондон.

## В ролите
| Актьор            | Роля           |
| ----------------- | -------------- |
| Вирджиния Вали    | Патси Бранд    |
| Кармелита Герати  | Джил Чейн      |
| Майлс Мандър      | Ливът          |
| Джон Стюарт       | Хю Фийлдинг    |
| Фердинанд Мартини | г-н Сайди      |
| Джордж Снел       | Оскар Хамилтън |